# Granny (cá voi sát thủ)
Granny (sinh khoảng năm 1911, coi như đã chết vào tháng 1 năm 2017), còn được gọi là J2, là một con cá voi sát thủ, theo ước tính của một số nhà nghiên cứu cá voi  cho rằng nó có độ tuổi khoảng 105 ± 12 tuổi. Nếu chính xác, độ tuổi này sẽ làm cho con cá voi sát thủ cái này có tuổi thọ cao nhất được biết đến tại thời điểm nó chết. Là một thành viên cá voi sát thủ định cư miền nam đang bị đe dọa, Granny sống ở phía đông bắc Thái Bình Dương và vịnh ven biển của bang Washington và British Columbia. Granny được ước tính đã được sinh ra vào năm 1911. Con cá voi sát thủ này được nhìn thấy lần cuối ngày 12 tháng 10 năm 2016 và được Trung tâm Nghiên cứu cá voi trong tháng 1 năm 2017 xem là đã chết.

## Mô tả
Vây lưng duy nhất của J2 Granny, cho thấy vết khía bán nguyệt quan sát khi con cá này bơi qua eo biển Haro tại tiểu bang Washington năm 2007
Granny đã nhận thấy từ mảng mái chèo ngay phía sau vây lưng, và một vây lưng bán nguyệt. Simon Pidcock của Ocean EcoVentures cho biết ông đã nhìn thấy Granny hàng ngàn lần, và việc đánh dấu vào vây trên lưng con cá voi sát thủ này trông giống như dấu vân tay.
Granny đã bị bắt cùng nhóm còn lại của nó trong năm 1967 nhưng lúc đó nó đã quá già để nuôi trong công viên sinh vật cảnh đại dương nên người ta đã thả nó ra biển.
Nay nhờ việc nghiên cứu cá voi sát thủ đã được tiến hành trong nhiều thập kỷ, tuổi chính xác của nhiều cá voi được người ta biết đến. Tuổi của những cá hổ kình lớn tuổi hơn, như Granny, theo ước tính của con cái của chúng; chúng sinh con lúc 15 tuổi, và ngừng sinh sản khoảng 40; bằng cách thêm các thế hệ với nhau, có thể ước tính tuổi. Ngoài ra còn có hình ảnh của Granny từ những năm 1930, quy mô và tốc độ tăng trưởng của Granny và cá voi sát thủ khác cũng được sử dụng trong dự toán tuổi. Granny bị bắt vào năm 1971 với một con cá voi sát thủ đực, J1 Ruffles, được cho là con của Janny. Ruffles được ước tính ít nhất là 20 tuổi, và các nhà khoa học tin rằng con cá đực này là con cuối cùng của Granny, tuổi của con cá voi sát thủ này đã được ước tính vào khoảng 60 tuổi. Độ tuổi Granny được ước tính với một sai số khoảng 12 năm.